# Tol (eiland)

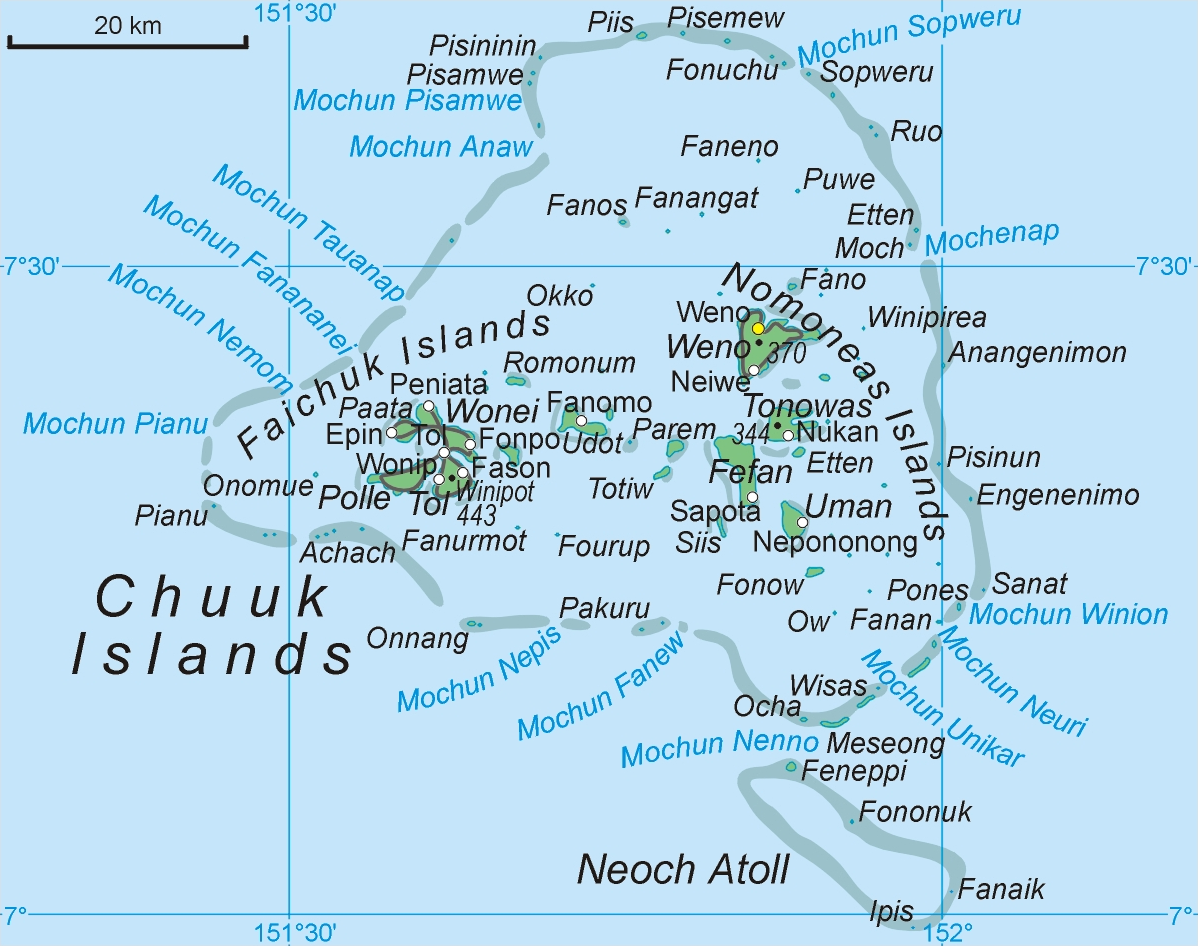
Locatie van Tol in de deelstaat Chuuk

Tol is een eiland en gemeente in Micronesia, behorend tot de deelstaat Chuuk. Het hoogste punt is 443 m.
De enige zoogdieren die er voorkomen zijn de vleermuizen Pteropus insularis en Emballonura semicaudata.
Dublon · Eot · Ettal · Fala-Beguets · Fananu · Fefan · Kutu · Losap · Lukunor · Magur· Moch · Murilo · Nama · Namoluk · Nomwin · Onari· Oneop · Ono · Param · Pis-Losap · Pisaras · Pulap · Pulusuk · Puluwat · Romanum · Ruo · Satawan · Ta · Tamatam · Tol · Tsis · Udot · Ulul · Uman · Weno